# Johann Svitanics
Johann Svitanics (geboren 11. Dezember 1890 in Wien, Österreich-Ungarn; gestorben 1. April 1958 in Wien) war ein österreichischer Sozialist, Mitglied der Sozialdemokratischen Arbeiterpartei (SDAP) und Gewerkschaftsfunktionär, der im Exil als Vorsitzender der Landesgruppe österreichischer Gewerkschafter und Mitglied des London Büro, einer Zweigstelle der Auslandsvertretung der österreichischen Sozialisten (AVOES) in Großbritannien tätig war.

## Leben
Johann Svitanics machte von 1905 bis 1909 eine Metallschleiferlehre. Er kam sehr jung zur Arbeiterbewegung und wurde 1909 hauptamtlicher Gewerkschaftssekretär des Verbandes jugendlicher Arbeiter Österreichs. Im Ersten Weltkrieg wurde er einberufen aber nach 9 Monaten als Gewerkschafter uk gestellt. Nach Kriegsende war er maßgeblich am Aufbau der Arbeiterkammern beteiligt.
Aufgrund seiner aktiven Teilnahme am Februaraufstand im Jahr 1934 flüchtete er ins Ausland, wo er am Sitz der ALÖS in Brünn/Brno (Tschechoslowakei) die Interessen der sozialistischen Gewerkschafter vertrat. Im Zuge seiner Flucht vor Hitlers Expansion kam er 1939 nach Großbritannien, wo er den Vorsitz der Landesgruppe der österreichischen Gewerkschafter in Großbritannien übernahm und eng mit der Auslandsvertretung der österreichischen Sozialisten (AVOES) zusammenarbeitete. 1940 war er zeitweise als Enemy Alien auf der Isle of Man inhaftiert. Im London Büro, einer Zweigstelle der AVOES, die von Oscar Pollak und Karl Czernetz geführt wurde, nahm er als beratendes Mitglied teil und wirkte seit 1942 bei Arbeitersendungen im britischen Rundfunk (BBC) mit. 1945 kehrte er nach Österreich zurück und nahm erneut seine Tätigkeit im Österreichischen Gewerkschaftsbund (ÖGB) auf.